# THANATOSシリーズ
「THANATOSシリーズ」(タナトスシリーズ)は講談社ノベルスから出版されている汀こるものの推理小説。第一作目の「パラダイス・クローズド」は第37回メフィスト賞受賞作。以降の四作はメフィスト賞応募作を大幅加筆・改題したものである。

## ストーリー
魚好きで引きこもりの美貌の少年・立花美樹はただそこにいるだけで人の死が付き纏う特異な体質から死神（タナトス）と呼ばれている。
美樹の性質の対象外にあり、兄の世話をしつつ死亡事故の証言や殺人事件を解決する双子の弟・立花真樹と美樹の護衛として警視庁から派遣された人柱の"八人目"高槻彰彦と美樹の三人はまた今日も殺人事件に巻き込まれていく。

## 主要登場人物
立花美樹（たちばな　よしき）
十七歳の少年。少女と見紛うような美しい容姿をした少年であるが、出歩くだけで人の死と遭遇する死神（タナトス）。黒い服に黒髪で丁寧な言葉で喋る。
自宅にはいくつもの水槽に高価な魚を飼っており、水族館では同じ水槽を閉館時間までずっと見ていることができるほどの重度の魚オタク。精神疾患を持ち、メンタルクリニックに通っており、小学校の半ばから学校には行っておらず引きこもっている。
その容姿と経歴から変態に狙われやすく何度も殺されかけ、また、銃撃事件などに居合わせたりするが、絶対死ぬことはなく、無傷の場合もある。
代議士の立花征樹の長男であるが、その体質から父親から遠ざけられている。
立花真樹（たちばな　まさき）
十七歳の少年。私立陽華学園に通っている高校生。美樹の双子の弟で同じ整った容姿をしている。美樹の性質の対象外で死神の眷族と言われる。
幼い頃から死亡事故や殺人事件などの裁判などに関わってきたため、人の死に関してかなりドライである社会派の探偵。美樹とは違い、基本的に流行の服装を好み、髪もやや長めで茶髪。口調や服装などを入れ替えるとどちらがどちらであるかまったく分からなくなる。二人の違いは、真樹のほうが美樹より少し背が高く、真樹は煙草アレルギーであること。世界一女運が悪いと言われ、頻繁に告白を受け、付き合いもするが付き合う期間はごくごく短い。事件や事故のために警察によく顔を出しているため、死神小僧と呼ばれている。たまに、美樹と一緒でなくても人の死に遭遇することがある。
長男である美樹は体質や精神疾患のため、立花家や父親とはほぼ縁が切れているが、真樹のほうは定期的に実家のほうに顔を出し、父親ともそれなりの関係であるらしい。
完全犯罪研究部シリーズにも登場している。
高槻彰彦（たかつき　あきひこ）
警視庁捜査一課の刑事で、代議士の息子である美樹の護衛。しかし、その実態は死ぬまで美樹が遭遇した死体の数を数える人柱の"八人目"。半年と、前任者たちのなかでもわりと長くもっている。長身であるがやや童顔。体つきはパッと見、そうとわからないが鍛えられている。
美樹の護衛となってから、多くの死に遭遇し、ナイフで刺され、正当防衛で人を殺してしまうなど、数々の経験を積んでいる。そのため、身体を鍛え、常に最悪の斜め上を想定しており、美樹の近くでは防弾チョッキに拳銃、射撃対策に鞄に鉄板を仕込み、無人島ではサバイバル装備、有毒ガス用のゴーグルと小型の酸素ボンベ、最近ではホームセンターで買った手斧も用意している。その数々の経験から、美樹に近づく相手には警戒心が高くなっている。
湊俊介（みなと　しゅんすけ）
高槻の上司の東大法学部出の警察官僚。階級は警視正であり参事官。細身の身体に眼鏡をかけ整った容姿で、若作りしているが、高槻より十歳以上年上。海外文学やミステリなどに詳しく、よく英語やドイツ語でそれらを呟く。警視庁一の美形と言われ、記者会見によく出る。管理職の死神担当の"二人目"。
よく関わることになる真樹や高槻には嫌われているが、真樹とは似ているところがある。彼も知らなかったが実は真樹たちとは遠い親戚にあたる。三人ほど姉がおり、親子関係も悪くない。
対策として美樹とは一度電話で話したことがあるだけで会ったことはなく、高槻には高槻の仕事を甘く見ていると恨まれている。

## 各巻の登場人物
『パラダイス・クローズド』
高倉（たかくら）
瀬尾（せお）
『まごころを、君に』
相川月乃（あいかわ　つきの）
真樹の同級生。内部進学組でお嬢様。剣道部主将に告白された真樹が、彼から逃げるために付き合いだす。清楚な容姿であるが、性格は外見どおりではない。売春未遂の前科がある。
真樹のことを「まーくん」と呼び、真樹は彼女のことを「ツッキー」と呼ぶ。
相川明日（あいかわ　あす）
生物部部長。月乃の双子の兄。整った容姿をしており、月乃と容姿が似ている。
『フォークの先、希望の後』
浅岡彼方（あさおか　かなた）
太陽美術大学に通う十九歳の美大生。父親が交通事故によって寝たきりになってしまい、経済的に困窮していたところを美樹たち立花家の魚の世話係として雇われることになる。美人ではないが身長が高い。美樹と同類のアクアリスト。人物画は正確で精緻であるが、指名手配犯の写真のようになる。魚の世話係の"二人目"。
一度、高槻に惚れているが、彼女は美樹に惚れられている。異性の自分に向けられる感情に対してやや鈍感。
磐井祥子（いわいさちこ）
彼方の同級生。
遠見柚（とおみ　ゆず）
彼方の同級生。
御堂君宏（みどう　きみひろ）
彼方の元アルバイト先の店員。立花家に関わったことがある。
『リッターあたりの致死率は』
金田悟（かねだ　さとる）
関東九頭竜会次期若頭。美樹と銃撃事件の際に知り合った。彼方とも知り合い。
志藤良介（しどう　りょうすけ）
十六歳。美樹を誘拐した犯人グループの一人。一家心中で家族をすべて失っている。誘拐犯の中では美樹に優しく接するが。
柴村拓哉（しばむら　たくや）
十七歳。誘拐犯の一人。美樹に攻撃的。
篠塚透明（しのずか　くりあ）
十七歳。誘拐犯の一人。美樹に攻撃的。
『赤の女王の名の下に』
神納更織（かのう　さおり）
二十七歳。神納家の長女で、真樹たちの親戚。湊の親戚でもある。下男との駆け落ちに失敗し、精神的に病んでしまう。
開居圭一（ひらい　けいいち）
デイトレーダー。最近、成り上がった人物で、なぜか神納家の食事会に招かれた。ラフな格好で現れ、何かと湊につっかかる。
清家早苗（せいけ　さなえ）
更織の従姉妹。
竹内紀子（たけうち　のりこ）
湊の高校時代のクラスメイト。自分と湊の前世が古代ヒューペルボリアの巫子戦士と神官戦士であると言っていた少女で、クトゥルー神話などに傾倒していた。湊がはじめて殴ってしまった女。
川村梓（かわむら　あずさ）
湊の高校時代の予備校の少女。湊の初恋の相手であるが、湊に成績で負け、その後、引きこもりになり自宅を放火した。
『空を飛ぶための三つの動機』
『立花美樹の反逆』
『溺れる犬は棒で叩け』

## 歴代人柱一覧
|        | 名前       | 戒名               | 着任／退任時期                            | 任期  | 死因 | 着任理由 | 備考 |  |
| ------ | ---------- | ------------------ | ----------------------------------------- | ----- | --- | --- | --- |  |
| １人目 | 長岡       | 不明               | 双子小六の夏休み以降に着任                | 半年  | 交通事故 | 武蔵神社亀殺し事件で美樹と顔見知りになった                                                                                 | 元交番勤務 |  |
| ２人目 | 不明       | 不明               | 不明                                      | 不明  | 不明 | 不明 | 任期は最大1年                                                                                                  |  |
| ３人目 | 津田沼滝次 | ショットガン津田沼 | 双子中二4月着任／8月8日死亡               | 4か月 | クローズドサークルでショットガンで撃たれて死亡                                                                 | 交通課の府警と婚約していたのに妊娠したキャバ嬢が乗り込んできたうえ、課長の奥さんとも不倫していた。                         | 元警備部で若くて独身で喫煙者。 生前のあだ名は「蟹工船」 彼の時に湊参事官が死神担当に就任                       |  |
| ４人目 | 佐伯邦彦   | 膵臓ガン佐伯       | 双子中二8月以降に着任 ／中二3月以前に退任 | 不明  | 着任時膵臓ガン末期で病死                                                                                       | 不明 | 佐伯倫の父。 任期は最大6か月                                                                                   |  |
| ５人目 | 末成       | 肺ガン末成         | 双子中二8月～3月の間に着任                | 不明  | 肺ガンが転移して病死                                                                                           | 不明 | 双子中二の時の龍魚王国で銃撃戦を経験。 警備部で若くて独身で喫煙者。吉川英治が好き。                            |  |
| ６人目 | 嵯峨野     | 不明               | 不明                                      | 2か月 | 自宅で首を吊った                                                                                               | 経理に書類のミスがあった。千と万の位を間違えたという噂。                                                                   | |  |
| ７人目 | 毛利       | 不明               | 不明                                      | 不明  | 歌舞伎町でチンピラに刺されて死亡 or歌舞伎町で中国系マフィアに撃たれて死亡 or通りすがりのチンピラに撃たれて死亡 | 取調室でドラッグの売人の肋骨を折って全治2か月の重傷を負わせた。                                                            | タナトスの力を信じていなかった。 美樹の見ていないところで死んだ                                                |  |
| ８人目 | 高槻彰彦   | スペツナズ高槻     | 双子高二4月                               | 現職  | 生存 | 交番勤務中に老人の手を引いて歩き、地域課あてに感謝の落花生が届いたのを真樹に見られた。元刑事部捜査一課捜査一課唯一の嫌煙家 | |  |
| ９人目 | 佐伯倫     | プラネテス佐伯     | 双子高二1月                               | 現職  | 生存 | 立候補。晴永秋生釈放時の影武者として採用。                                                                                 | 着任数日で隕石落下による電柱倒壊に巻き込まれ入院した「が復帰。4人目佐伯の娘。双子の2歳上。呼び名は「りんりん」 |  |

- 赴任したその日に死んだ人柱もいたらしい[35]が、不明。
- 美樹を恨んでいる相手から守って死んだ刑事がいた[36]らしいが、人柱だったかどうかは不明。

## 既刊
- 『パラダイス・クローズド』2008年1月、ISBN 978-4-06-182579-6
- 『まごころを、君に』2008年5月、ISBN 978-4-06-182592-5
- 『フォークの先、希望の後』2008年10月、ISBN 978-4-06-182614-4

応募時の題名は『迷宮のアリアドネ』。
- 『リッターあたりの致死率は』2009年4月、ISBN 978-4-06-182645-8

応募時の題名は『1リットルの戦場』。
- 『赤の女王の名の下に』2009年11月、ISBN 978-4-06-182686-1
- 『空を飛ぶための三つの動機』2011年10月、ISBN 978-4-06-182776-9
- 『立花美樹の反逆』2012年4月、ISBN 978-4-06-182817-9
- 『溺れる犬は棒で叩け』2013年7月、ISBN 978-4-06-182874-2

## 同人誌
- 『アリス入城（「THANATOS水槽読本」より）』 [Kindle版]　2013年12月、ASIN: B00H6U1Z4W
- 『三人目の名探偵（「口からどんどん水槽水が出てくる」より）』 [Kindle版]　、ASIN: B00FOMYELK